# AnnaLynne McCord
AnnaLynne McCord (Atlanta, Georgia; 16 de julio de 1987) es una actriz y modelo estadounidense. Es conocida por interpretar a Eden Lord en Nip/Tuck y a Naomi Clark en 90210.

## Primeros años y carrera
AnnaLynne McCord nació en Atlanta, la hija de un pastor cristiano. Ella fue educada en casa y se graduó de la escuela secundaria a la edad de 15 años, después de lo cual se unió a la Agencia de Modelado Wilhelmina y apareció en anuncios de varias marcas, incluyendo Estee Lauder, y también brevemente ha modelado para Seventeen.
McCord aparece en la película italiana de 2005, Natale a Miami y la versión de la película de terror de 2007 Day of the Dead. Además apariciones en Close to Home y The O.C., interpretó a la rebelde Loren Wakefield de MyNetworkTV en la serie limitada American Heiress. También fue elegida como estrella en otra telenovela de MyNetworkTV, Rules of Deception, pero el espectáculo que nunca salió al aire, debido a un cambio en la estrategia de programación de la red de alejarse de las telenovelas. Además, ha aparecido como invitada en dos episodios de la primera temporada de Ugly Betty, un episodio de la primera temporada de Greek, y un episodio de la cuarta temporada de Cold Case.
Participó en el video musical de la artista mexicana Thalía "Baby, I'm in Love".
McCord interpretó a Eden Lord en la quinta temporada de la serie FX Nip/Tuck. McCord dijo en una entrevista con fearnet.com que era "divertido interpretar a una chica mala".

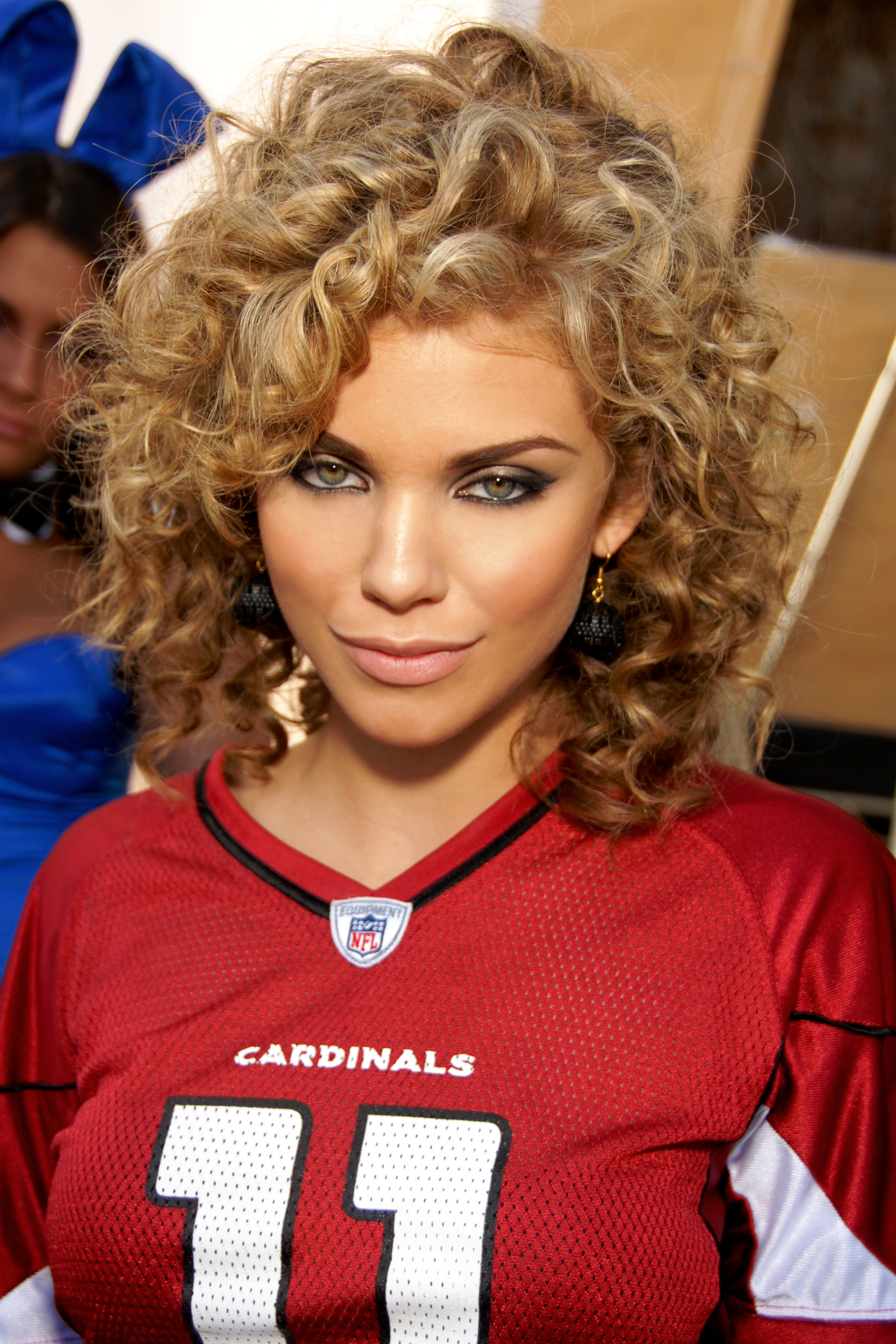
McCord en la Mansión Playboy en 2009

En 2008, McCord fue elegida en la serie 90210 como Naomi Clark. A través de la serie, el personaje de McCord compite por el poder social y el amor. McCord fue nominada por múltiples premios por su trabajo en el papel, ganando Hollywood Life Young Hollywood Superstar of Tomorrow in 2009, y una nominación a Teen Choice Award por "Breakthrough Standout Performance" en 2010.
McCord estaba siendo considerado para el papel de Heidi en New Moon, la secuela de la película de 2008 Crepúsculo, de acuerdo con E! Online. Sin embargo, ella no consiguió el papel. De acuerdo con McCord, ella cambió el papel porque estaba "necesitando algo de R&R"; El papel fue a Noot Seear. BuddyTV la calificó en la posición #22 en la lista de "TV's 100 Sexiest Women of 2010" y #14 en 2011.
Ella aceptó un papel en la obra Off Broadway Love, Loss, and What I Wore del 27 de abril al 29 de mayo de 2011 con Conchata Ferrell, Minka Kelly, Anne Meara, y B. Smith.
El papel de McCord en la película Excision de 2012 fue aclamado por la crítica. En 2014, McCord se unió al elenco de la serie de TNT Dallas para su tercera temporada, en el papel recurrente de Heather. Ella desempeñó el papel principal en la película de Lifetime de 2015 Watch Your Back.

## Vida personal

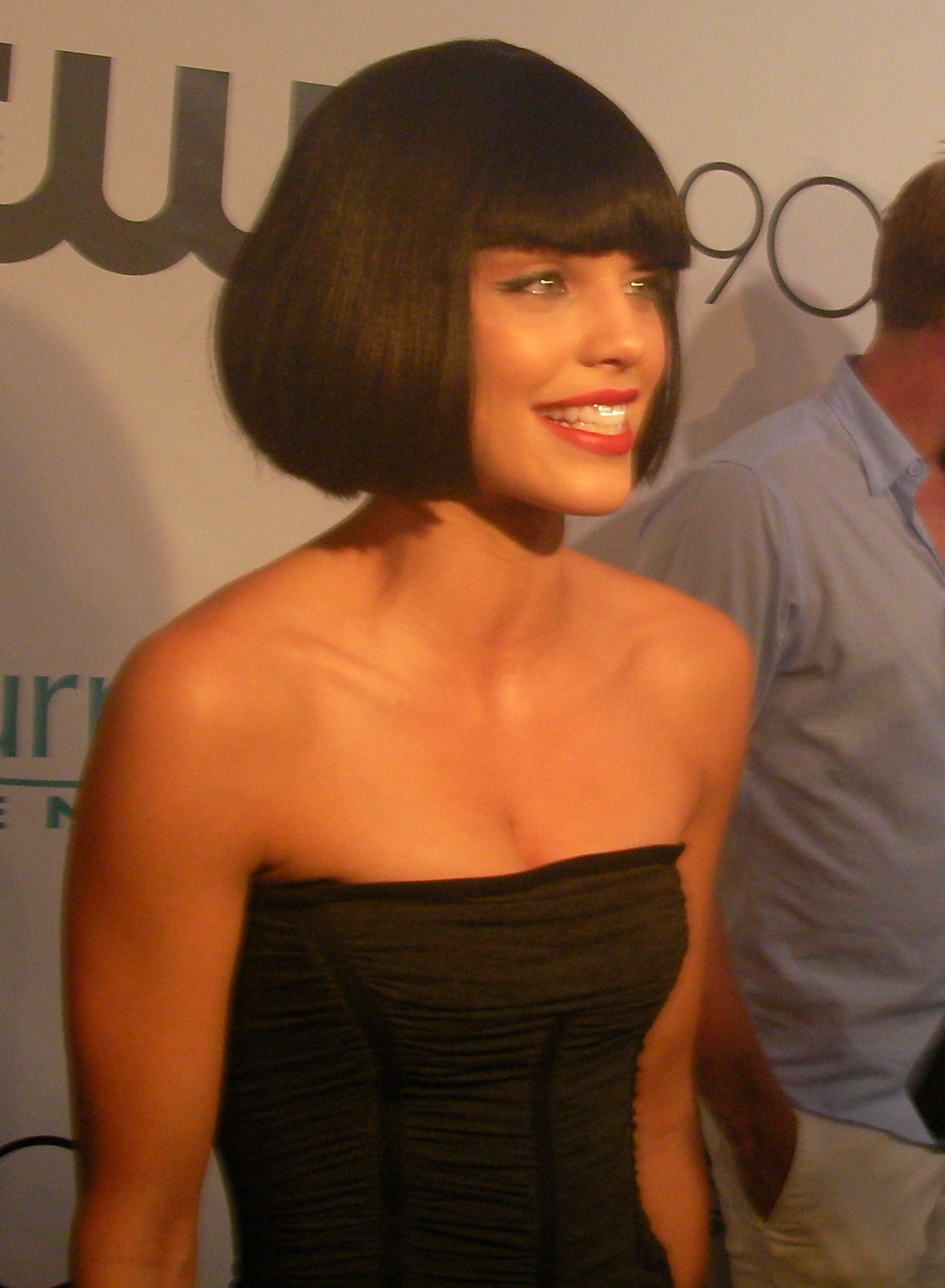
AnnaLynne McCord en la fiesta de estreno del de la serie 90210 de CW en Malibú, California, 23 de agosto de 2008

Desde 2011 ha estado en una relación con la estrella de Prison Break y Legends of Tomorrow Dominic Purcell. La pareja anunció una separación amistosa en 2014, pero se reavivó su romance un año más tarde. McCord dijo a la revista People que volvió a su vida como amigo cuando el actor fue diagnosticado con cáncer de piel, pero que pronto se volvió romántico. McCord estuvo con Purcell cuando sufrió un accidente cerca de la muerte en Prison Break en Marruecos el 1 de junio de 2016, después de que una barra de hierro utilizada en el ser cayerá sobre su cabeza.AnnaLynne y Dominic se separaron otra vez a finales de 2016. 

### Activismo
McCord es una gran partidaria del Proyecto San Bernardo, una organización de reconstrucción dedicada a ayudar a las víctimas del Huracán Katrina. Es Embajadora de Buena Voluntad para el Fondo Nuevo Somaly, que da poder a las mujeres víctimas del tráfico de personas y de la violencia sexual. McCord es el modelo de portada para la edición de julio de 2009 de la revista Signature una revista regional de Los Ángeles. La historia de portada destaca su dedicación a la lucha para poner fin al tráfico humano y la esclavitud.
En el 2014, McCord reveló que fue atacada sexualmente cuando tenía 18 años por un amigo, y como resultado se quebró durante su escena de violación en 90210, sin el conocimiento de sus compañeros de reparto, pensaron que actuó bien.En marzo de 2015, mientras hablaba en las Naciones Unidas en apoyo de la UNWFPA McCord anunció su alineación con el proyecto de abuso sexual y abuso doméstico, en No More Campaign. Como oradora y activista, McCord continúa involucrando al público en colegios, eventos y fiestas privadas con su mirada franca sobre el sexo, la violencia contra la sexualidad, el abuso contra las mujeres y la esclavitud mental que le "toca a siete mil millones de personas". En 2018 estuvo en terapia para estrés postraumático debido a memorias de abuso sexual infantil, y en 2021, reveló que fue diagnosticada con Trastorno de Identidad Disociativo.

## Filmografía

### Películas
| Películas | Películas               | Películas        | Películas              |
| Año       | Título                  | Personaje        | Notas                  |
| --------- | ----------------------- | ---------------- | ---------------------- |
| 2002      | The Middle of Nowhere   | Cassandra        | Papel principal        |
| 2005      | Transporter 2           | Chica            | Papel menor            |
| 2005      | Natale a Miami          | Susy             | Cortometraje           |
| 2007      | Sirens of the Caribbean | Simone Delacroix | Papel principal        |
| 2008      | Day of the Dead         | Nina             | Papel principal        |
| 2008      | La profecía del diablo  | Suzie Woods      | Papel principal        |
| 2009      | Fired Up                | Gwyneth          | Papel secundario       |
| 2010      | Amexica                 | Mujer            | Cortometraje           |
| 2010      | Gun                     | Gabriella        | Papel principal        |
| 2011      | Blood Out               | Anya             | Papel principal        |
| 2012      | Excision                | Pauline          | Papel principal        |
| 2013      | Officer Down            | Zhanna Dronov    | Papel principal        |
| 2013      | Scorned                 | Sadie            | Papel principal        |
| 2014      | Gutshot Straight        | May              | Papel principal        |
| 2014      | I Choose                | Mujer            | Cortometraje           |
| 2014      | The Christmas Parade    | Hailee Anderson  | Película de televisión |
| 2015      | Santa's Little Helper   | Billie           | Papel principal        |
| 2015      | Falso acosador          | Sarah Miller     | Película de televisión |
| 2016      | Trash Fire              | Pearl            | Papel principal        |
| 2016      | Amerigeddon             | Sam              | Papel secundario       |
| 2019      | Acusaciones y mentiras  | Liz              | Película de televisión |
| 2020      | Feral State             | Detective Ellis  | Papel principal        |
| 2020      | Papá Navidad            | Sophie           | Película de televisión |
| 2020      | A Soldier's Revenge     | Heather Powell   |                        |

### Series de televisión
| Series de televisión | Series de televisión | Series de televisión | Series de televisión |
| Año                  | Título               | Personaje            | Notas                |
| -------------------- | -------------------- | -------------------- | -------------------- |
| 2006                 | The O.C.             | Chica guapa          | 1 episodio           |
| 2006                 | Close to Home        | Sara                 | 1 episodio           |
| 2007                 | American Heiress     | Loren Wakefield      | 65 episodios         |
| 2007                 | Cold Case            | Becca Abrams         | 1 episodio           |
| 2007                 | Ugly Betty           | Petra                | 2 episodios          |
| 2007                 | CSI: Miami           | Sherry Williamson    | 1 episodio           |
| 2007                 | Greek                | Destiny/Patty        | 1 episodio           |
| 2007 - 2009          | Nip/Tuck             | Eden Lord            | 12 episodios         |
| 2008                 | Head Case            | Tard's date          | 1 episodio           |
| 2008 - 2013          | 90210                | Naomi Clark          | 114 episodios        |
| 2014                 | Dallas               | Heather              | 9 episodios          |
| 2014                 | Stalker              | Nina Preston         | 1 episodio           |
| 2015                 | Not So Union         | Marilyn              | 1 episodio           |
| 2016                 | Secrets and Lies     | Melanie Warner       | 7 episodios          |
| 2016                 | Lucifer              | Delilah              | 1 episodio           |
| 2016                 | Beauty & the Beast   | Diane Vaughn         | 1 episodio           |
| 2016 - 2017          | The Night Shift      | Jessica Sanders      | 7 episodios          |